# Mănăstirea Saon
Mănăstirea Saon este o mănăstire ortodoxă din România situată în comuna Niculițel, județul Tulcea.